# Dasypsyllus gallinulae
A Dasypsyllus gallinulae a rovarok (Insecta) osztályának a bolhák (Siphonaptera) rendjébe, ezen belül a Ceratophyllidae családjába tartozó faj.

## Tudnivalók
A Dasypsyllus gallinulae eredetileg Dél-Amerikából származik, de manapság már világszerte elterjedt. Nagytestű bolhafaj. A hím ivarszervének közelében levő védőpajzson két nagy tüske van, a nőstény hetedik hátlemezén mély „harapás” látható.
A Ceratophyllus gallinae nevű rokontól eltérően, amely inkább a madarak (Aves) fészkében tölti az idejét, a Dasypsyllus gallinulae állandóan a madarak tollazata között van, és azok vérével táplálkozik. A léprigó (Turdus viscivorus) egyik fő külső élősködője. A léprigó mellett a következő madárfajok is a gazdaállatai: vízityúk (Gallinula chloropus), erdei szalonka (Scolopax rusticola), fajdformák (Tetraoninae), vörösbegy (Erithacus rubecula), sárgafejű királyka (Regulus regulus), kormosfejű cinege (Poecile montanus) és hegyi fakusz (Certhia familiaris).

### Fordítás
- Ez a szócikk részben vagy egészben  a   Moorhen flea című angol Wikipédia-szócikk ezen változatának fordításán alapul.  Az eredeti cikk szerkesztőit annak laptörténete sorolja fel. Ez a jelzés csupán a megfogalmazás eredetét és a szerzői jogokat jelzi, nem szolgál a cikkben szereplő információk forrásmegjelöléseként.